# 2020년 UEFA 슈퍼컵
2020년 UEFA 슈퍼컵(2020 UEFA Super Cup)은 2020년 9월 24일에 열린 45번째 UEFA 슈퍼컵 대회이다. 헝가리 부다페스트에 위치한 푸슈카시 아레나에서 단판 승부 형식으로 진행됐으며 2019-20년 UEFA 챔피언스리그 우승 팀인 바이에른 뮌헨과 2019-20년 UEFA 유로파리그 우승 팀인 세비야가 맞붙었다.
이 경기는 원래 2020년 8월 12일에 포르투갈 포르투에 위치한 이스타디우 두 드라강에서 열릴 예정이었다. 그러나 유럽에서 일어난 코로나19 범유행의 여파로 인하여 UEFA 챔피언스리그, UEFA 유로파리그 결승전 경기가 연기되면서 UEFA 집행위원회는 UEFA 챔피언스리그 결승전 경기를 포르투갈에서 개최하기로 결정했다. 이에 따라 UEFA 집행위원회는 2020년 6월 17일에 열린 회의를 통해 UEFA 슈퍼컵 개최 장소를 헝가리 부다페스트에 위치한 푸슈카시 아레나로 변경하기로 결정했다.
챔피언스리그 우승팀이자 2번째 트레블을 달성한 바이에른 뮌헨이 유로파리그 우승팀 세비야 FC를 연장 끝에 2-1로 꺾고 우승컵을 가져갔다.

## 개최지 선정
유럽 축구 연맹(UEFA)은 2020년에 열릴 예정인 UEFA가 주관하는 클럽 대회인 UEFA 챔피언스리그, UEFA 유로파리그, UEFA 슈퍼컵, UEFA 여자 챔피언스리그 결승전 개최지 선정 과정이 2017년 12월 8일부터 시작된다고 밝혔다. 입후보 의사 전달 과정은 2018년 1월 12일을 기해 마감되며 유치 관련 서류는 2018년 3월 29일까지 제출해야 한다. UEFA 유로 2020을 개최하는 국가의 축구 협회는 2020년 UEFA 슈퍼컵 유치 과정에 참여할 수 없다.
2018년 1월 15일에는 UEFA가 2020년 UEFA 슈퍼컵 개최 후보 도시 목록을 다음과 같이 공개했다.
- 알바니아 티라나: 아레나 콤버타레 (수용 인원: 22,500명)
- 벨라루스 민스크: 디나모 스타디움 (수용 인원: 22,000명)
- 핀란드 헬싱키: 헬싱키 올림픽 스타디움 (수용 인원: 36,000명)
- 프랑스 니스: 알리안츠 리비에라 (수용 인원: 35,624명)
- 이스라엘 하이파: 사미 오페르 경기장 (수용 인원: 30,870명)
- 카자흐스탄 알마티: 알마티 중앙경기장 (수용 인원: 23,804명)
- 몰도바 키시너우: 스타디오눌 짐브루 (수용 인원: 10,400명) - 나중에 기권함
- 북아일랜드 벨파스트: 윈저 파크 (수용 인원: 18,434명)
- 포르투갈 포르투: 이스타디우 두 드라강 (수용 인원: 50,033명) - 2020 UEFA 유로파리그 결승전 유치 과정에도 참여함

UEFA는 2018년 5월 24일에 우크라이나 키이우에서 열린 집행위원회 회의에서 2020년 UEFA 슈퍼컵 개최지를 포르투갈 포르투에 위치한 이스타디우 두 드라강으로 선정했다. 이스타디우 두 드라강은 포르투의 홈 구장이자 포르투갈이 개최한 UEFA 유로 2004 경기가 열린 경기장 가운데 한 곳이기도 하다.
UEFA 집행위원회는 2020년 6월 17일에 열린 회의를 통해 2020년 UEFA 슈퍼컵 개최 장소를 헝가리 부다페스트에 위치한 푸슈카시 아레나로 변경하기로 결정했다. 푸슈카시 아레나는 UEFA 유로 2020 경기가 열린 경기장 가운데 한 곳이기도 하다.

## 팀
볼드체로 처리된 연도는 우승한 연도.
| 팀            | 자격                             | 이전 참가                    |
| ------------- | -------------------------------- | ---------------------------- |
| 바이에른 뮌헨 | 2019-20년 UEFA 챔피언스리그 우승 | 1975, 1976, 2001, 2013       |
| 세비야        | 2019-20년 UEFA 유로파리그 우승   | 2006, 2007, 2014, 2015, 2016 |

## 경기

### 요약
13분 오캄포스의 선제골로 세비야가 앞서갔으나 바이에른 뮌헨은 34분 토마스 뮐러의 크로스를 로베르트 레반도프스키가 떨궈준 공을 레온 고레츠카가 밀어넣으며 1-1동점을 만들었다. 이후 레반도프스키와 르로이 사네가 2차례 골망을 흔들었으나 각각 오프사이드, 공격자 파울이 선언되며 골이 취소되었다. 87분 역습 찬스에서 유세프 엔네시리가 마누엘 노이어와 1대1 찬스를 가져갔으나 노이어가 손쉽게 선방하면서 경기는 연장전으로 흘러갔다. 연장전에서 데이비드 알라바의 슈팅을 골키퍼가 쳐냈으나 하비 마르티네스가 세컨볼을 헤더로 밀어넣으며 바이에른 뮌헨이 2-1 승리를 가져갔다.
경기는 슈팅 수 25-6, 볼 점유율 60%-40%에서 볼 수 있듯이 바이에른 뮌헨의 일방적인 경기로 진행됐다. 특히 레반도프스키가 골망을 흔들었을 때, 비록 오프사이드였으나 골대 바로 앞에서 뮐러와 패스를 주고 받으며 뮌헨 특유의 침착함과 팀플레이를 보여 다음 시즌을 기대하게 만들었다. 62분 사네의 득점 시 주심이 공격자 파울을 선언한 것과 120분 레반도프스키의 공격 찬스에서 페르난두에게 노파울을 선언한 것을 비롯해 일부 심판 판정에 대해 팬들이 의구심을 표출했으나 결국 연장 끝에 바이에른 뮌헨이 승리를 가져가면 크게 논란이 되지는 않았다.

### 상세 정보
| 바이에른 뮌헨                  | 2–1 (연장) | 세비야                |
| ------------------------------ | ---------- | --------------------- |
| 고레츠카 34′ · 마르티네스 104′ | 리포트     | 오캄포스 13′ (페널티) |

| 바이에른 뮌헨 | 세비야 |

| GK              | 1  | 마누엘 노이어 (c)     |       |      |
| RB              | 5  | 뱅자맹 파바르         |       |      |
| CB              | 21 | 루카스 에르난데스     | 90+1′ | 99′  |
| CB              | 4  | 니클라스 쥘레         |       |      |
| LB              | 27 | 데이비드 알라바       | 12′   | 112′ |
| CM              | 18 | 레온 고레츠카         |       | 99′  |
| CM              | 6  | 요슈아 키미히         |       |      |
| RW              | 10 | 르로이 사네           |       | 70′  |
| AM              | 25 | 토마스 뮐러           |       |      |
| LW              | 7  | 세르주 그나브리       |       |      |
| CF              | 9  | 로베르트 레반도프스키 |       |      |
| 교체명단:       |    |                       |       |      |
| GK              | 26 | 스벤 울라이히         |       |      |
| GK              | 35 | 알렉산더 뉘벨         |       |      |
| DF              | 17 | 제롬 보아텡           |       | 112′ |
| DF              | 41 | 크리스 리처즈         |       |      |
| MF              | 8  | 하비 마르티네스       |       | 99′  |
| MF              | 11 | 미카엘 퀴장스         |       |      |
| MF              | 19 | 알폰소 데이비스       |       | 99′  |
| MF              | 24 | 코랑탱 톨리소         |       | 70′  |
| MF              | 30 | 아드리안 파인         |       |      |
| MF              | 40 | 말릭 틸만             |       |      |
| MF              | 42 | 자말 무시알라         |       |      |
| FW              | 14 | 조슈아 지르크제이     |       |      |
| 감독:           |    |                       |       |      |
| 한스디터 플리크 |    |                       |       |      |

| GK            | 13 | 야신 부누                  |       |     |
| RB            | 16 | 헤수스 나바스 (c)          |       |     |
| CB            | 20 | 지에구 카를루스            |       |     |
| CB            | 12 | 쥘 쿤데                    | 55′   |     |
| LB            | 18 | 세르히오 에스쿠데로        | 119′  |     |
| CM            | 8  | 호안 호르단                | 45+1′ | 94′ |
| CM            | 25 | 페르난두 프란시스쿠 헤지스 | 70′   |     |
| CM            | 10 | 이반 라키티치              |       | 56′ |
| RF            | 7  | 수소                       |       | 73′ |
| CF            | 9  | 뤽 더 용                   |       | 56′ |
| LF            | 5  | 루카스 오캄포스            |       |     |
| 교체명단:     |    |                            |       |     |
| GK            | 1  | 토마시 바츨리크            |       |     |
| GK            | 31 | 하비 디아스                |       |     |
| DF            | 3  | 세르지 고메스              |       |     |
| MF            | 6  | 네마냐 구데이              |       | 73′ |
| MF            | 14 | 오스카르 로드리게스        |       |     |
| MF            | 19 | 마르코스 아쿠냐            |       |     |
| MF            | 21 | 올리베르 토레스            |       | 56′ |
| MF            | 22 | 프랑코 바스케스            |       | 94′ |
| FW            | 11 | 무니르                     |       |     |
| FW            | 15 | 유세프 엔네시리            |       | 56′ |
| FW            | 24 | 카를로스 페르난데스        |       |     |
| FW            | 29 | 브리얀 힐                  |       |     |
| 감독:         |    |                            |       |     |
| 훌렌 로페테기 |    |                            |       |     |

| 맨 오브 더 매치: 토마스 뮐러 (바이에른 뮌헨) | 경기 규칙 - 전후반 90분 동안 경기를 진행한다. - 전후반 90분 상황에서 동점이면 연장전 30분을 진행한다. - 연장전에서도 동점이면 승부차기를 진행한다. - 교체 선수 명단은 12명까지 올릴 수 있으며 한 팀당 최대 3명까지 교체할 수 있다. 연장전에 들어간 경우에는 최대 4명까지 교체할 수 있다. |